# Тіла (телесеріал)
«Тіла» (англ. Bodies) — британський кримінальний телесеріал-трилер, створений Полом Томаліном для Netflix. Він заснований на однойменному коміксі та графічному романі DC, написаному Сі Спенсером та проілюстрованому Діном Ормстоном, Тулою Лотей, Меган Гектрік і Філом Вінслейдом. Серіал складається з восьми епізодів.

## Актори та персонажі
- Шира Гаас — детектив-констебль Мейплвуд
- Стівен Ґрем — Еліас Меннікс
- Джейкоб Форчун-Ллойд[en] — детектив-сержант Вайтмен
- Кайл Соллер[en] — інспектор Гіллінґгед
- Амака Окафор[en] — детектив-сержант Хасан

## Епізоди
Марко Кройцпайнтнер і Хаолу Ван знімуть епізоди серіалу. Марко Кройцпайнтнер поставить епізоди 1-4, а Ван - епізоди 5-8.

## Виробництво

### Розробка
Серіал було анонсовано в лютому 2022 року, автором і виконавчим продюсером став Пол Томалін. Moonage Pictures була готова до виробництва. Також як сценарист виступає Дануся Самал.

### Кастинг
У липні 2022 року були обрані Шира Хаас, Стівен Ґрем, Джейкоб Форчун-Ллойд, Кайл Соллер і Амака Окафор .

### Знімання
Фільмування почалися 16 травня 2022 року , оператором став Джоель Девлін. Знімання завершилися 21 жовтня 2022 року.